# Frank Stephen Baldwin
Frank Stephen Baldwin (né le 10 avril 1838 à New Hartford (Connecticut) – mort le 8 avril 1925 à Morristown (New Jersey),) est l'inventeur du calculateur à roues dentées (1875). Il commercialisa son invention à partir de 1905 et perfectionna ses machines avec le concours de Jay R. Monroe. Ce dernier finit par s'assurer l'exclusivité des brevets, et fonda Monroe Calculating Machine Company.

## Premières années

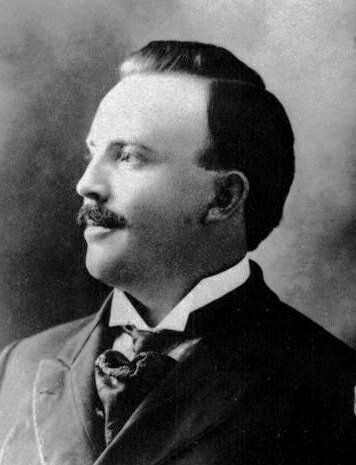
Frank Stephen Baldwin

En 1840, sa famille s'installe à Nunda (New York). En 1854, il est admis à Union College, cycle préparatoire de Schenectady (New York), mais il doit renoncer à suivre les cours après un accident du travail qui laisse son père infirme : il reprend le cabinet d'architecture familial. L'année suivante, Frank tente sans succès de breveter un accouplement pour wagons. Fort de cette expérience malheureuse, il peut utilement conseiller en 1860 un oncle de Carlyle (Illinois), pour le brevet d'un semoir mécanique. Au cours de la guerre de Sécession, il s'engage dans la milice de Carlyle, mais n'y sert que trois mois.
En 1869, il s'établit à Saint-Louis (Missouri), comme directeur des scieries Peck. C'est à cette époque qu'il met au point un anémomètre, un compteur de passagers pour les tramways, et un afficheur lumineux des noms de rue, qui s'actualise à chaque changement de direction du tramway. Peu après, il brevète un gabarit enregistreur (Recording Lumber Measure) qui relève la longueur exacte de quatre planches à la fois. Ce mécanisme le porte à réfléchir à une calculatrice : dans un bureau d'assurances de St. Louis, il venait de voir un arithmomètre. Il demande à l'un de ses employés, William Seward Burroughs I, de transposer son mécanisme de gabarit à ce type d'application.
Au mois d'octobre 1872, il épouse Mary K. Denniston, jeune femme de Williamsport (Pennsylvanie) en visite chez sa famille à Saint-Louis. L'année suivante, le couple repart à Philadelphie, et Baldwin y fabrique ses 10 premières calculatrices mécaniques. Il parvient à en vendre une à Pennsylvania Railroad et fait à cette occasion connaissance avec le contrôleur du fret de la compagnie, George M. Taylor. Il brevète une additionneuse (arithmometer) en juillet 1874, la première machine de ce type aux États-Unis. Ses deux modèles de calculateurs sont exposés au Franklin Institute, et il obtient le prix John Scott.

## Monroe Calculator Company

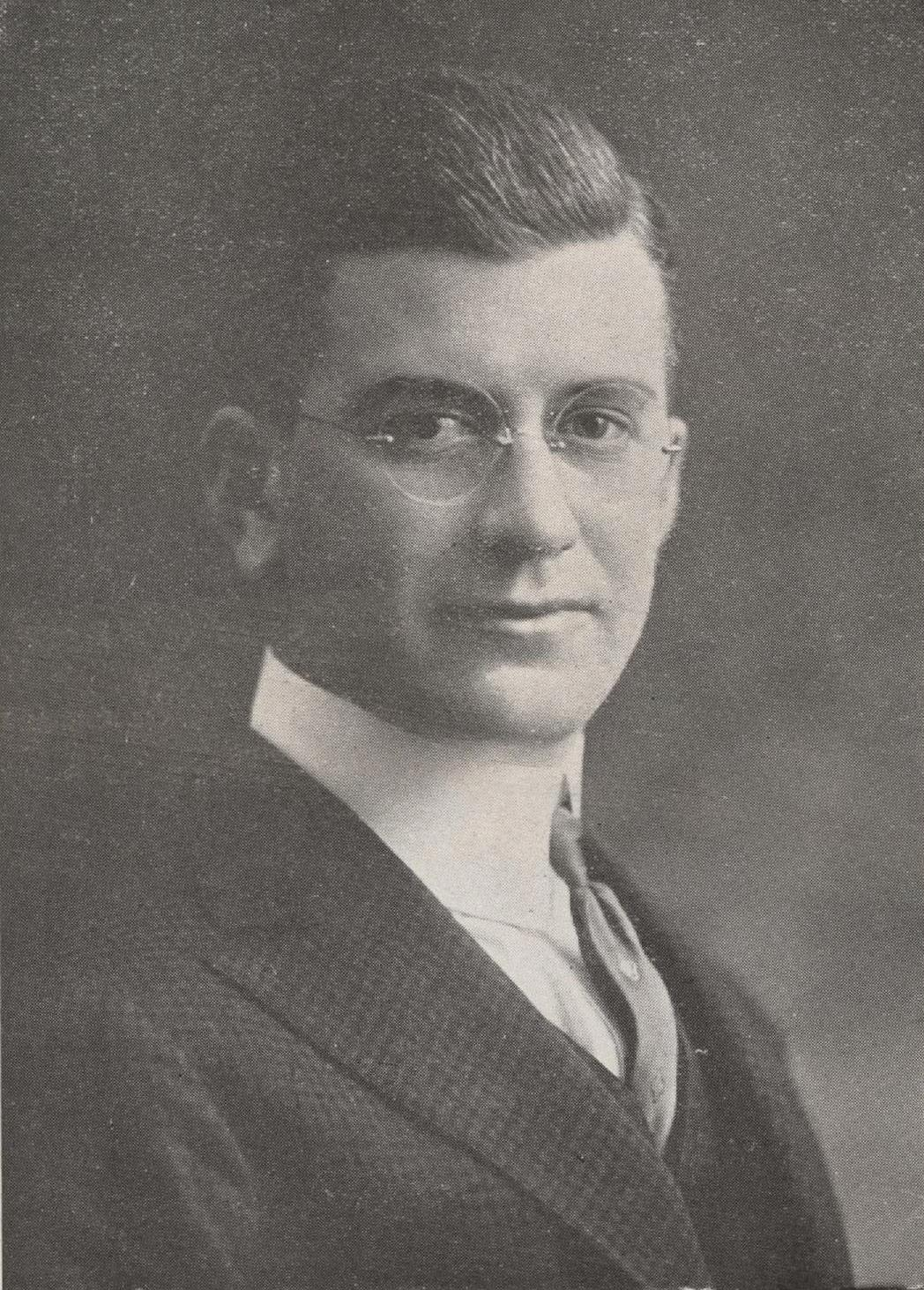
Monroe, l'associé de Baldwin.

En 1900, Baldwin brevète une machine (Computing Engine) permettant d'effectuer les multiplications et les divisions, et en 1908, obtient un brevet pour sa caisse enregistreuse, qui n'est que sa calculatrice équipée d'une imprimante. Il s'associe avec un ingénieur de Western Electric Company, Jay R. Monroe (1911), avec lequel il fonde Monroe Calculator Company. Malgré les succès d'estimes rencontrés sur la Côte Est, les calculateurs mécaniques de Baldwin ne sont guère conçus pour une fabrication en série, ; alors en avril 1912, Monroe loue un petit local à Newark (New Jersey) pour résoudre les problèmes de la chaîne de montage. L'année suivante, il transfère ses ateliers à Orange (New Jersey) ; il n'emploie encore que neuf ouvriers, ne dispose que d'un tour et de deux petites presses. Malgré ces contraintes, il parvient à assurer la précision d'usinage (au millième de pouce) nécessaire pour réaliser les arithmomètres. Le premier modèle commercial sort des ateliers en 1914.